# Bou Zedjar
Bou Zedjar (em árabe: بوزجار) é um município localizado na província de Aïn Témouchent, no noroeste da Argélia. Em 2010, sua população era de 4 387 habitantes.